# Casbia lithodora
Casbia lithodora är en fjärilsart som beskrevs av Edward Meyrick 1892. Casbia lithodora ingår i släktet Casbia och familjen mätare. Inga underarter finns listade i Catalogue of Life.